# Hollandia hőmérsékleti rekordjainak listája
Hollandia hőmérsékleti rekordjainak listája az ország hőmérsékleti szélsőértékeit tartalmazza. Az országban mért eddigi legmagasabb hőmérsékleti érték 40,7 Celsius fok volt, amelyet Gilze-Rijen településen mértek 2019. július 24-én.

## Hollandia hőmérsékleti rekordjainak listája
A korábbi országos abszolút hőmérsékleti rekordot 1944 augusztusában mérték, akkor 38,6 fok volt.
| Július |            |          |    |            |             |      |
| Nap    | Minimum °C | Helyszín | Év | Maximum °C | Helyszín    | Év   |
| 23.    | --         | --       | -- | +40,7      | Gilze-Rijen | 2019 |
| 24.    | --         | --       | -- | 39,2       | Gilze-Rijen | 2019 |